# 潘松莱格朗塞
潘松莱格朗塞（法語：Poinson-lès-Grancey，法語發音：[pwɛ̃sɔ̃ lɛ ɡʁɑ̃sɛ]，意为“格朗塞附近的潘松”）是法国上马恩省的一个市镇，属于朗格勒区。

## 地理
潘松莱格朗塞（47°42'27"N, 4°59'8"E）面积11.68 平方千米，位于法国大東部大區上马恩省，该省份为法国东北部内陆省份，北起马恩省和默兹省，西接奥布省，西南接科多尔省，东南接上索恩省，东临孚日省。
与潘松莱格朗塞接壤的市镇（或旧市镇、城区）包括：伯讷夫尔、比尔莱唐普利耶、格朗塞堡-讷韦勒、潘斯诺、维拉尔-桑特诺日。
潘松莱格朗塞的时区为UTC+01:00、UTC+02:00（夏令时）。

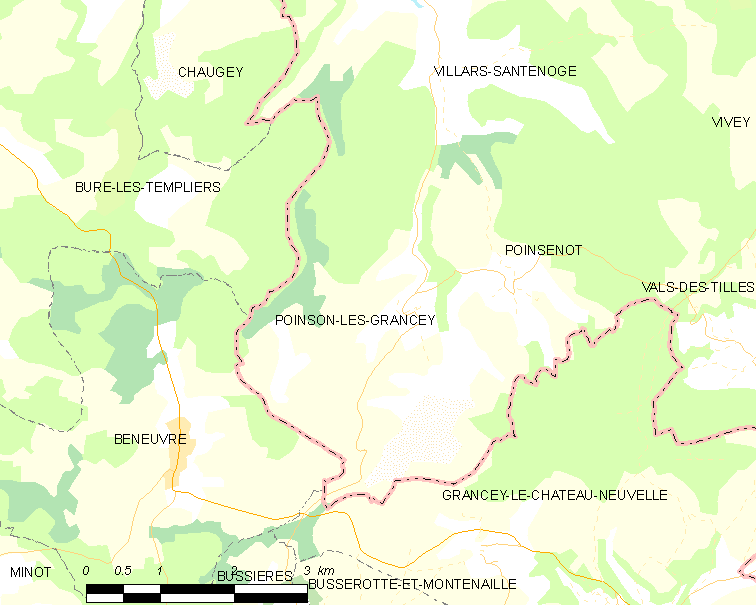
潘松莱格朗塞的OSM定位图

## 行政
潘松莱格朗塞的邮政编码为52160，INSEE市镇编码为52395。

## 政治
潘松莱格朗塞所属的省级选区为维勒居西安勒拉克县。

## 人口

1962-2008年间潘松莱格朗塞人口变化图示

潘松莱格朗塞于2022年1月1日时的人口数量为58人。